# جرج هرست
جرج هرست (به انگلیسی: George Hearst) سناتور سابق عضو حزب دموکرات ایالات متحده آمریکا بود. وی در سال ۱۸۸۶ و ۱۸۸۷ تا ۱۸۹۱ میلادی سناتور ایالت کالیفرنیا در سنای ایالات متحده آمریکا بود.